# Памятник Кирову (Мурманск)
Памятник С. М. Кирову — монументальное скульптурное произведение, расположенное в сквере на пересечении улиц Воровского и Пушкинской города Мурманска у здания Мурманской областной думы.

## История
К юбилею Советской власти в Мурманске появилась идея увековечить Кирова, в 1934 году убитого в Ленинграде. Для этого в центре города было сооружено бетонное основание высотой около 5 м. Скульптура Кирова была отлита в Москве по проекту именитого скульптора Зиновия Виленского. 21 февраля 1940 года её подняли на постамент, после чего скрыли брезентовым покрывалом.
Открытие 21 февраля 1940 года памятника Кирову было приурочено к двадцатой годовщине освобождения Кольского полуострова от интервентов и белогвардейцев. В этот день жители города с портретами вождей вышли на митинг.
Памятник Кирову стал первым скульптурным портретом Мурманска, который был отлит из «бронзы многопудья».
В 1958 году в ходе восстановительных работ постамент был облицован гранитом, а в середине 1980-х годов была замощена прилегающая к памятнику аллея.
В начале XXI века ввиду появления трещин состояние памятника было признано аварийным, и 20 июля 2009 года на полгода он был снят для реставрации.

## Описание
Высота скульптуры составляет 3,2 м. В ней Киров изображён с поднятой вверх в уверенном жесте правой рукой, его гимнастёрка подпоясана армейским ремнём, а брюки заправлены в высокие сапоги. Поверх надета шинель, распахнутая и словно обдуваемая ветром.